# Pecunia non olet (Spiel)
Pecunia non olet – Geld stinkt nicht – ist ein Spiel mit Karten für 2 bis 6 Spieler von Christian Fiore und Knut Happel, erschienen 2005 bei Goldsieber und in einer Neuauflage 2016 bei Noris-Spiele.
In diesem Spiel stellen die Spieler Latrinenbetreiber im alten Rom dar, deren Örtlichkeiten von den Honoratioren der Stadt, wie dem Senator Sextus Rabiatus, einfachen Bürgern wie Drusus Debilis, ihren Frauen, z. B. Lydia Prostata, aber auch Sklaven wie Darmokles und Pipifax besucht wird. Jeder Spieler hat 3 Latrinenplätze, von denen anfänglich 2 besetzt sind und vor denen sich eine Warteschlange von 5 Römern gebildet hat, die es mehr oder weniger eilig haben ihr Geschäft zu verrichten. Leider gibt es dabei gelegentlich Komplikationen, so wollen Senatoren partout nicht neben Sklaven sitzen, so dass öfter einige Plätze frei bleiben. Auch ist das römische Essen einigen der Herrschaften mehr oder weniger auf den Magen geschlagen, so dass manche viel zu lange für ihr Geschäft brauchen oder sogar zwischendurch eine Fischvergiftung bekommen.
Gespielt wird das Spiel über mehrere Runden, jeder Spieler entfernt zunächst am Beginn seines Zuges je einen Rundenmarker von allen seinen Latrinengästen und dann die Herrschaften von seiner Latrine, die nun keinen Rundenmarker mehr besitzen. Von diesen kassiert er 1 bis 5 Sesterzen. Sodann versucht er frei gewordene Plätze mit möglichst lukrativen Gästen zu besetzen. Wenn möglich nutzt er dabei die Regel aus, dass Römerinnen gerne zusammen einen Platz einnehmen und versucht mit Aktionskarten die besten Kunden an die Spitze seiner Warteschlange zu locken oder Langsch... an seine Kollegen abzuschieben. Mit Karten, die einzelne Bevölkerungsgruppen zu Versammlungen einberufen, kann er zudem die Latrinen der Kollegen entvölkern oder den Steuereintreiber aktivieren, der bei den Kollegen von deren anrüchigem Geschäft profitieren möchte. Manchmal gelingt es ihm auch, die Damen auf den Konkurrenzlatrinen zu einem längeren Schwätzchen zu überreden. Und ist der Andrang besonders hoch, kann er zudem für einen zahlungskräftigen Gast seine Latrine mit Hilfe der Villa Dixius erweitern. Am Ende der Runde zieht er eine Aktionskarte nach und überlässt das schmutzige Geschäft seinem Nachbarn. So gilt es, Runde um Runde sein Einkommen zu mehren oder das der Konkurrenz zu mindern. Wenn – abhängig von der Spieleranzahl – ein bestimmtes Einkommen erreicht wurde, endet das Spiel.

## Inhalt
- 6 Latrinen
- 70 Römerkarten (15 Senatoren, 20 Bürger, 20 Sklaven, 15 Römerinnen)
- 40 Aktionskarten
- 60 Rundenmarker
- 18 Münzen zu 5 Sesterzen
- 25 Münzen à 1 Sesterz
- Spielanleitung (8 DIN-A5 Seiten)

Die Neuauflage von 2016 enthält zudem:
- 18 berühmte Römer (VIP)
- 20 zusätzliche Rundenmarker
- 8 weitere Aktionskarten
- 10 Ereigniskarten
- 6 Karriereleitern
- 6 Markierungssteine
- 7 Gunstkarten
- 18 Latrinenausbauten

## Auszeichnungen
- Die Wiener Spiele Akademie zeichnete Pecunia non olet mit dem Preis „Spiele Hits für Familien“ 2006 aus.
- Kinderspielexperten 2006 - 3. Platz
- 4. Platz bei der Wahl zum besten Kartenspiel des Jahres von „Fairplay – Das Spielermagazin“

## Spielkritiken
- Spielbox Ausgabe 1/06: (Kurzkritik)